# Leptostreptus exiguus
Leptostreptus exiguus är en mångfotingart som först beskrevs av Carl Graf Attems.  Leptostreptus exiguus ingår i släktet Leptostreptus och familjen Harpagophoridae. Inga underarter finns listade i Catalogue of Life.